# Galamadammen
Galamadammen is een buurtschap in de gemeente Súdwest-Fryslân, in de Nederlandse provincie Friesland. Galamadammen ligt tussen Koudum en Hemelum, bij het aquaduct onder het Johan Frisokanaal. Galamadammen is bekend vanwege de mogelijkheden voor de zeil- en wandelsport. De buurtschap bestaat uit diverse vakantieparken en camping en verschillende jachthavens en heeft praktisch geen inwoners.

## Geschiedenis
De naam Galamadammen komt van het geslacht Galama, dat zich volgens de sagen al voor het jaar 1100 op deze plaats vestigde. In de Spaanse tijd gaf deze familie grote steun aan het Verbond van Edellieden. In 1517 werd Hartman Galesz Galama grietman van het gebied. De Galama's kregen in 1628 het recht op tolheffing. Dit tolrecht werd in 1942 afgekocht. De oudste vermelding van de plaats is nog voor de dammen waren aangelegd. In 1517 werd het Gala werd genoemd. In 1664 werd het vermeld als Galama dam, in 1718 als Galama Damme en in 1843 als Galama-dammen.

## Sport
De buurtschap heeft naast de gewone zeilsport ook het Skûtsje Galamadammen waarmee men mee doet aan het skûtsjesilen bij IFKS.

## Aquaduct
Waar de N359 het Johan Frisokanaal kruist werd in 2007 de brug vervangen met het Galamadammen Akwadukt, de bouw ervan begon in december 2005.

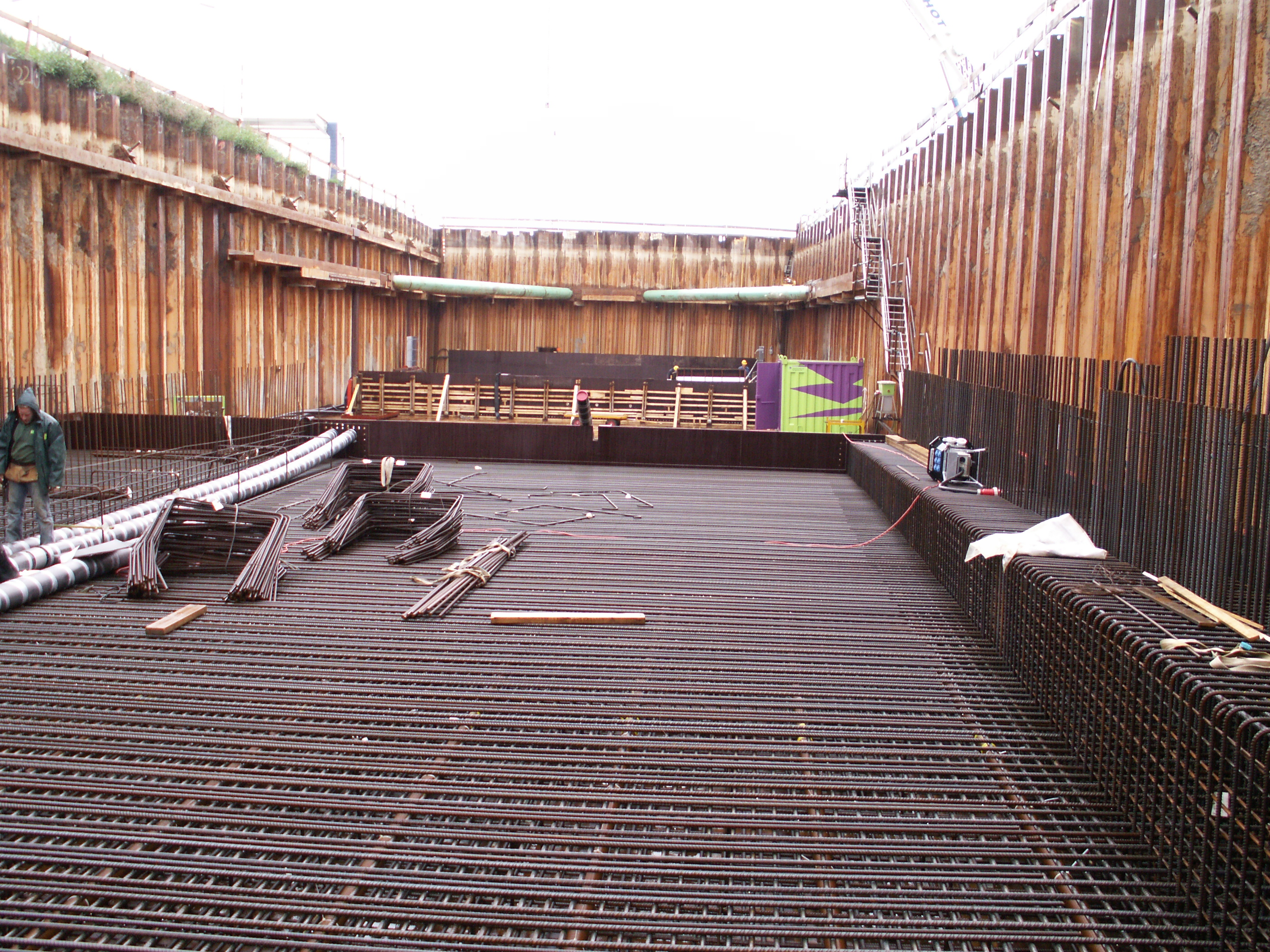
Galamadammen Akwadukt in aanbouw.
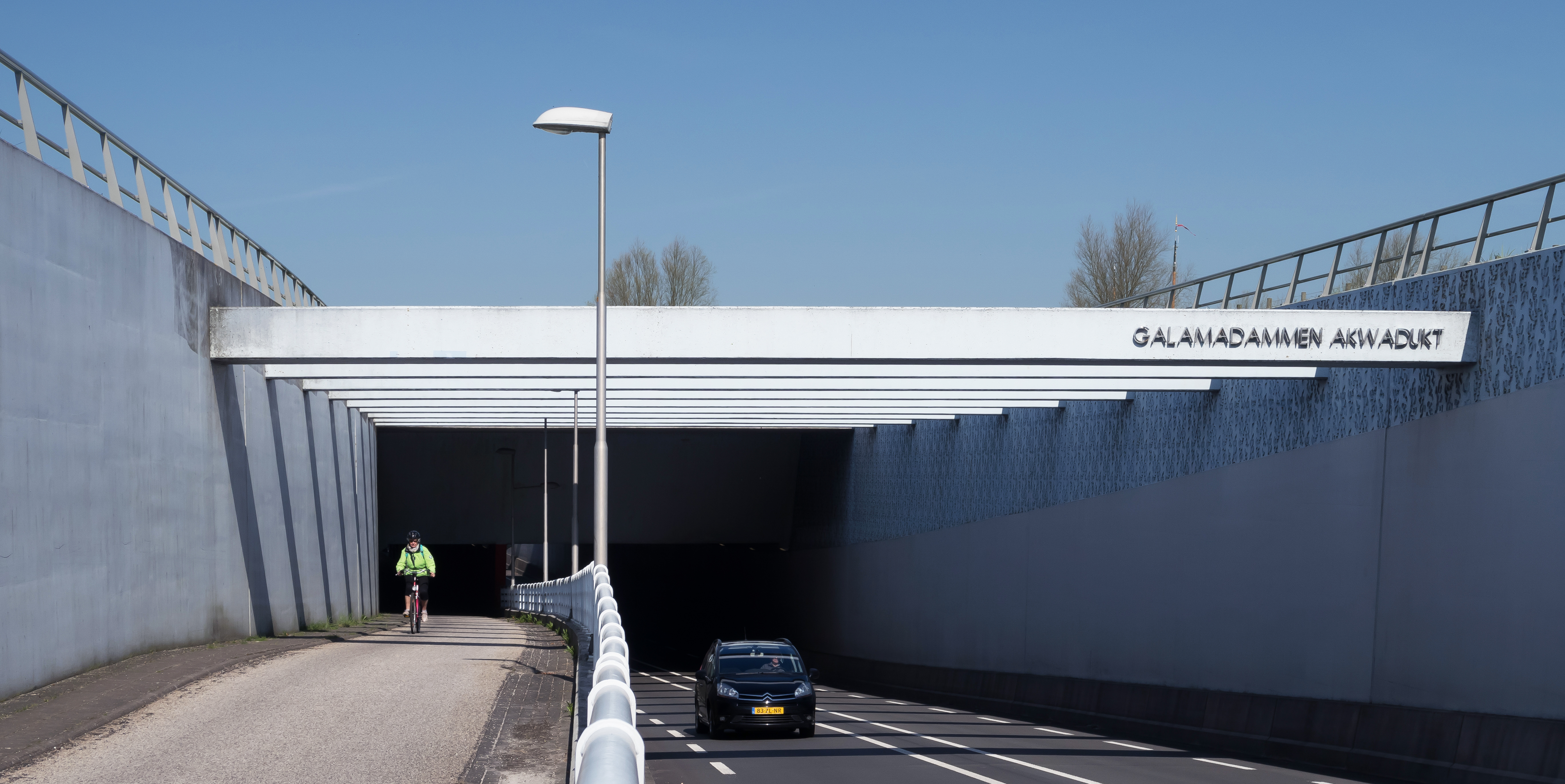
Galamadammen Aquaduct in gebruik

Steden: Bolsward · Hindeloopen · IJlst · Sneek · Stavoren · Workum

Dorpen en gehuchten: Abbega · Allingawier · Arum · Blauwhuis · Bozum · Breezanddijk · Britswerd · Burgwerd · Cornwerd · Dedgum · Deersum · Edens · Exmorra · Ferwoude · Folsgare · Gaast · Gaastmeer · Gauw · Goënga · Greonterp · Hartwerd · Heeg · Hemelum · Hennaard · Hichtum · Hidaard · Hieslum · Hommerts · Idsegahuizum · IJsbrechtum · Indijk · It Heidenskip · Itens · Jutrijp · Kimswerd · Kornwerderzand · Koudum · Kubaard · Loënga · Lollum · Longerhouw · Lutkewierum · Makkum · Molkwerum · Nijhuizum · Nijland · Offingawier · Oosterend · Oosterwierum · Oosthem · Oppenhuizen · Oudega · Parrega · Piaam · Pingjum · Poppingawier · Rauwerd · Rien · Roodhuis · Sandfirden · Scharl · Scharnegoutum · Schettens · Schraard · Sijbrandaburen · Terzool · Tirns · Tjalhuizum · Tjerkwerd · Uitwellingerga · Waaxens · Warns · Westhem · Wieuwerd · Witmarsum · Wolsum · Wommels · Wons · Woudsend · Zurich

Buurtschappen: Abbegaasterketting · Anneburen · Arkum · Atzeburen · Baarderburen · Baburen · Bernsterburen · De Bieren · De Blokken · De Hel · De Grits · De Kat · De Klieuw · De Polle · De Wieren · Dijksterburen · Doniaburen · Draaisterhuizen · Driehuizen · Eemswoude · Engwerd · Engwier · Exmorrazijl · Feyteburen · Flansum · Galamadammen · Gooium · Grauwe Kat · Grote Wiske · Grotewierum · Harkezijl · Hayum · Hemert · Hidaarderzijl · Hoekens · Hornsterburen · Idzega · Idserdaburen · Indijk (Bozum) · Jet · Jonkershuizen · Jousterp · Jouswerd · Kampen · Kleine Gaastmeer · Kleine Wiske · Kleiterp · Kooihuizen · Koufurderrige  · Kromwal · Koudehuizum · Laaxum · Laad en Zaad · Lippenwoude · Lytshuizen · Makkum (Bozum) · Meilahuizen · Montsamaburen · Nijeburen · Nijeklooster · Nijezijl · Oosthem (Witmarsum) · Osingahuizen · Piekezijl · Remswerd · Rijtseterp · Scharneburen · Schrok · Sieswerd · Sjungadijk · Smallebrugge · Sotterum · Speers  · Strand · Swaanwerd · Swarte Beien · Tsjerkebuorren · Vierhuizen · Viersprong · Vijfhuis · Vissersburen  · Het Vliet· Westerlittens · Wolsumerketting · Wonneburen · Ypecolsga

 Voormalige buurtschappen: Aaksens · Angterp · De Band · Barsum · De Bird · Bittens · Bloemkamp · Bootland · Bovenburen · Doniawier · Goëngamieden · Hiddum · Houw · Knossens · De Nes · Ottenburen · Sandfirderrijp · Slijp · Spijk · De Weeren 

Friesland: Steden en dorpen      Nederland: Provincies · Gemeenten